# Glenea pustulata
Glenea pustulata är en skalbaggsart. Glenea pustulata ingår i släktet Glenea och familjen långhorningar.

## Underarter
Arten delas in i följande underarter:
- G. p. pustulata
- G. p. postconjuncta